# Cacaoboon

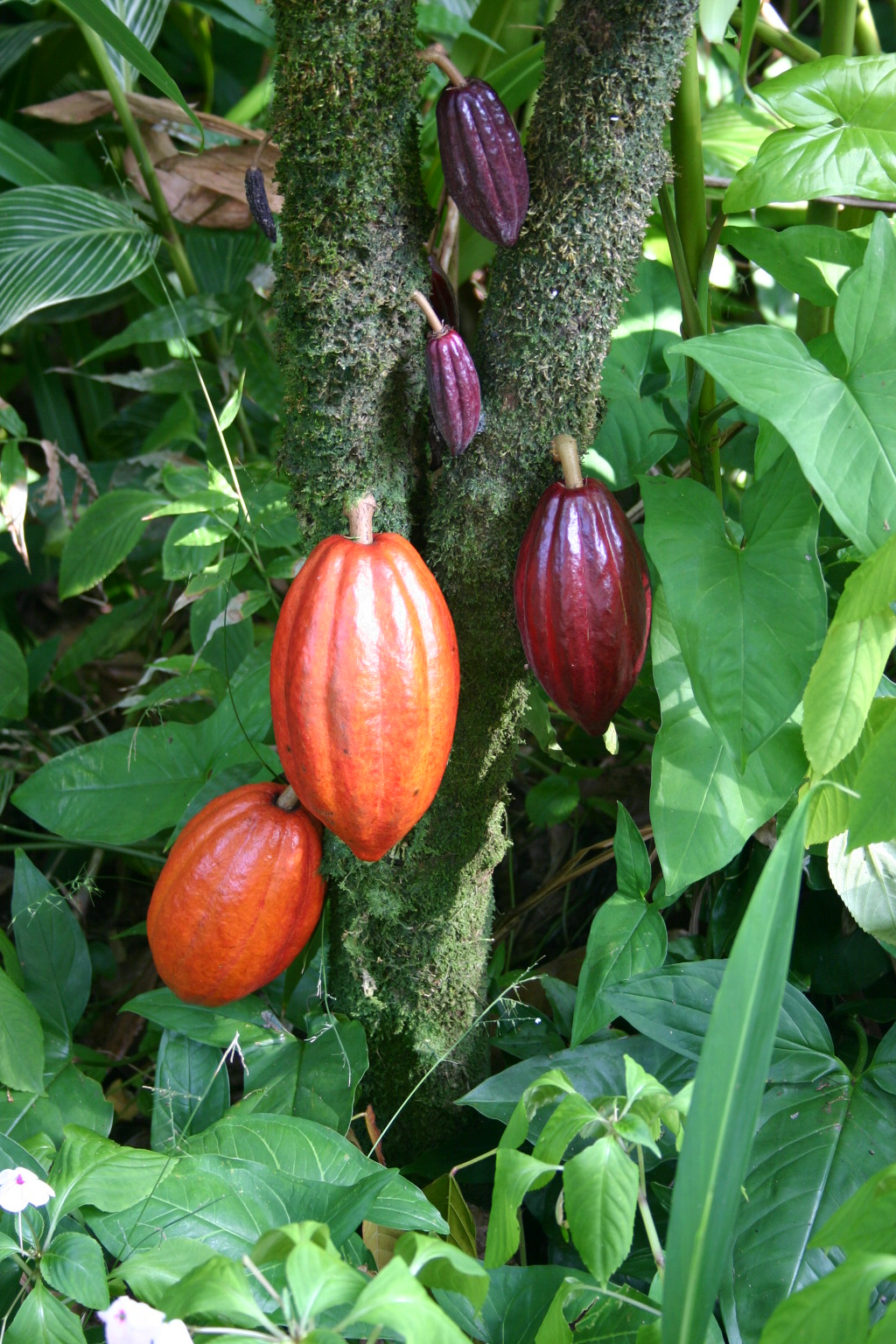
Vruchten aan de cacaoboom

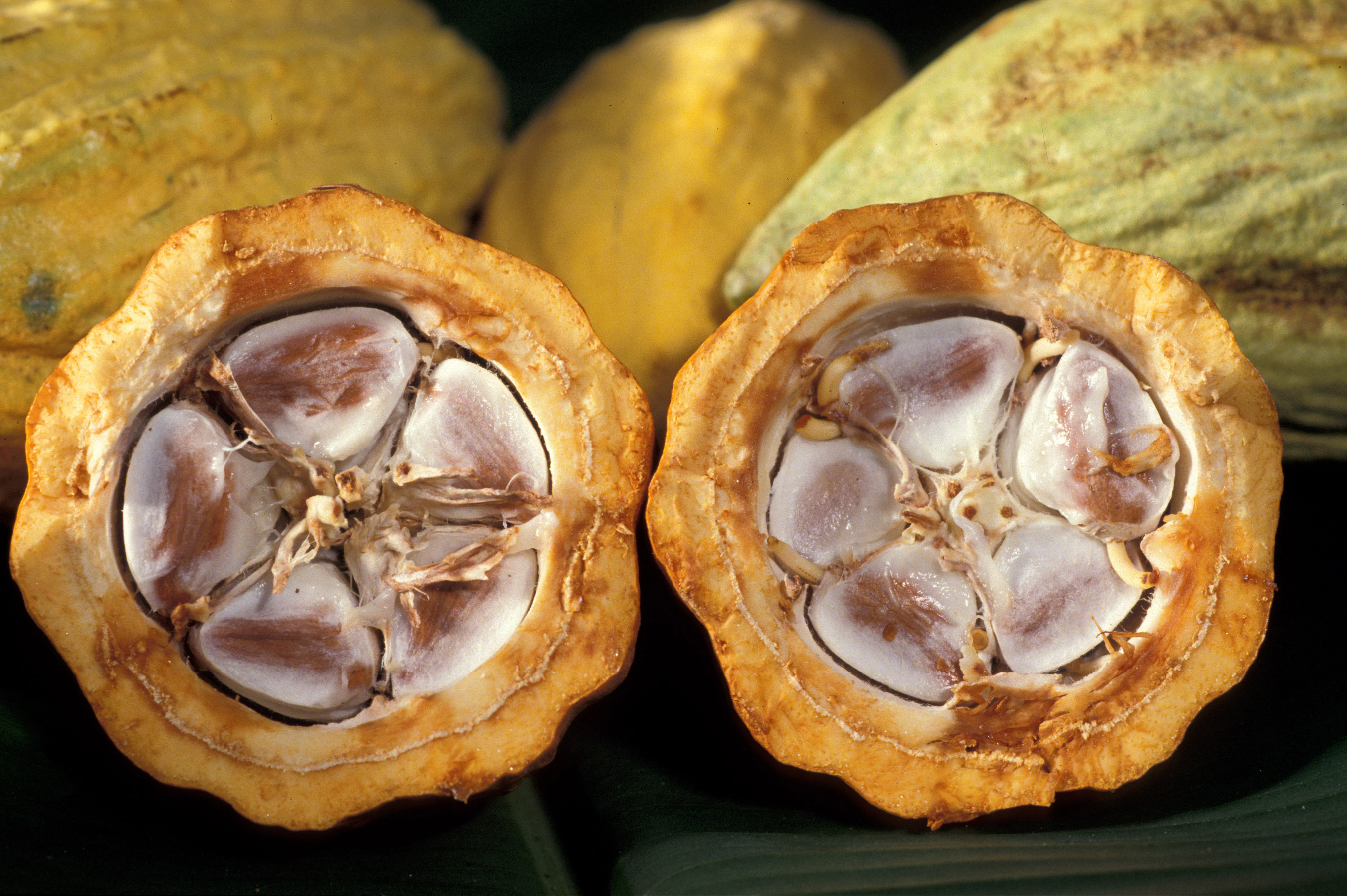
Verse cacaobonen in hun peul

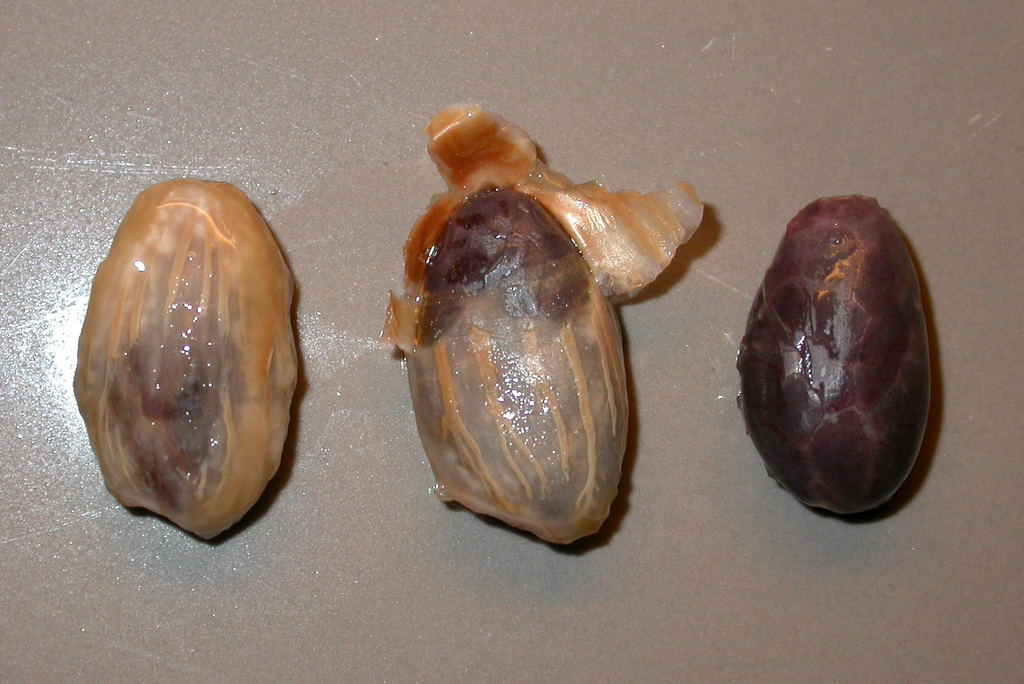
Cacaobonen met en zonder zaadmantel

De cacaoboon is de smaakbepalende grondstof van chocolade. De vrucht groeit direct aan de stam. De boon is het zaad in de vrucht van de cacaoboom.

## Geschiedenis
Bewijs voor het tot op heden vroegst bekende gebruik van cacao, 5.300 jaar geleden, werd gevonden in Santa Ana (La Florida) in zuidoost Ecuador.
Meer dan 4.000 jaar geleden werd chocolademelk gedronken door mensen uit de precolumbiaanse culturen op het Yucatán schiereiland, zoals de Maya's, en de Olmeken bij spirituele ceremonieën. De cacaobonen werden eerst geroosterd, tot een dikke massa vermalen en aangelengd met water. Voor de smaak werd honing en suiker toegevoegd.
De Spaanse conquistador Hernán Cortés bracht aan het begin van de zestiende eeuw de eerste cacaobonen mee naar Spanje nadat hij Mexico veroverd had op de Azteken. In de achttiende eeuw smokkelden Curaçaose handelaren cacao vanuit Venezuela via Curaçao naar de Nederlandse Republiek.
In 1825 ontdekte de Nederlander Coenraad Johannes van Houten de basis voor de bereiding van cacaopoeder, cacaoboter en chocolade. Hij bedacht hoe cacaoboter uit de bonen geperst kon worden. Ook ontdekte Van Houten het alkaliseren: een methode om de aanwezige zuren in de cacao te neutraliseren. Dit kwam de smaak ten goede. Rond het jaar 1900 waren de door Portugal gekoloniseerde eilanden São Tomé en Príncipe in de Golf van Guinea de grootste cacaoproducent ter wereld.

## Herkomst en verwerking
Cacaobonen worden verbouwd in veel landen rond de evenaar, onder andere in Congo, Ghana, Ivoorkust, Honduras en Indonesië.
Er zijn drie hoofdsoorten: 'Criollo', 'Trinitario' en 'Forastero'. Het verschil zit onder andere in de rijping en de smaak. De Criollo heeft de meest uitgebalanceerde smaak. Vijf tot tien procent van de cacaoteelt bestaat uit deze boon. De totale productie van de Trinitario is tien tot vijftien procent. Hij komt uit Trinidad en heeft subtiele smaaknuances. De meest geteelde Forastero maakt zo'n tachtig procent uit van de wereld cacaoproductie. Deze boon is bij uitstek bestand tegen ziektes en plagen en verzekert een grote opbrengst. Er worden meer dan 30 variëteiten onderscheiden, elk met een eigen smaak.
Na de oogst ondergaan de bonen een natuurlijk gistingsproces, fermentatie. Hierdoor ontwikkelen de bonen belangrijke smaak- en kleurcomponenten. Na fermentatie worden de bonen gedroogd en verder verwerkt. Nadat ze zijn gebroken en gezeefd, blijven er 'nibs' (stukken cacaoboon) over. De nibs worden vervolgens geroosterd (gebrand). Hierdoor ontwikkelt de smaak zich nog verder. Na het roosteren worden de nibs gemalen, daardoor ontstaat een pasteuze donkerbruine stof, de cacaomassa. De cacaomassa wordt onder hoge druk uitgeperst, waardoor cacaopoeder en -boter ontstaan. Smaak en kleur worden bepaald door de soort gebruikte cacaobonen en de temperatuur waarop ze geroosterd zijn. Ook de zuurgraad van de cacaomassa is van invloed. De zuurgraad kan tijdens het bereidingsproces aangepast worden.